# 灯りが欲しい
「灯りが欲しい」（あかりがほしい）は、1977年9月25日に発売された五木ひろしのシングル。

## 解説
- 心情演歌「風の子守唄」を最後に、師匠である山口洋子から巣立ち、本格的に外部の作詞家の作品を歌い始める。その第一弾となった同曲はこの年の勝負作と位置づけ、藤田まさとを作詞に迎える。これまで一貫して女心を歌ってきたのを一転、初めて男心を取り上げ、最高位14位、登場週数23週、20万枚を超える売上げを記録。
- 12月31日の第28回NHK紅白歌合戦では、3年連続3回目となる白組トリ、全出場歌手の最後に歌う「大トリ」を同曲で初めて務めた。

## 収録曲
- 両楽曲共に、作曲：遠藤実／編曲：斉藤恒夫

1. 灯りが欲しい
作詞：藤田まさと
2. 花の名前の女
作詞：山口洋子